# Pseudometisa
Pseudometisa é um gênero de mariposa pertencente à família Acrolophidae.